# Rabbit Island (Australia Meridionale)
Rabbit Island (in inglese "isola dei conigli"), molto raramente indicata anche col nome desueto francese di Île Raynal, è un'isola australiana sita nella baia di Louth Bay nel golfo di Spencer, sulle coste sud-orientali della penisola di Eyre: essa dista una quindicina di km in direzione NNE dal centro regionale di Port Lincoln.
L'isola è parte del demanio e liberamente visitabile.

## Geografia
L'isola rappresenta l'estremità sud-orientale della baia di Louth Bay, nel golfo di Spencer: la vicina Louth Island si trova 3 chilometri a nord-ovest, mentre Point Boston (al quale Rabbit Island appartiene amministrativamente, pur essendo parte dell'area protetta del Parco nazionale Lincoln) si trova a sud-ovest. Ad est di Rabbit Island si trova il Sir Joseph Banks Group, le cui isole sono talvolta visibili in condizioni di cielo terso.
Rabbit Island presenta forma tondeggiante e dimensioni contenute (32 ettari di superficie): l'isola è pianeggiante, con altezza massima di 10 m nella sua parte più alta, e le sue coste sono quasi completamente sabbiose, con presenza di scogli nelle porzioni settentrionale e sud-orientale.

## Fauna
L'isola è storicamente nota per ospitare una colonia di pinguino minore blu, la cui consistenza numerica tuttavia non è mai stata accertata. Altre specie d'interesse residenti o nidificanti su Rabbit Island sono il fraticello australiano (indicato dallo IUCN come specie vulnerabile), l'occhione del bush, l'oca di Capo Barren, la beccaccia di mare fuligginosa ed il pappagallo di roccia.